# 9K31 Strela-1
9K31 Strela-1 (russisch Стрела-1 ‚Pfeil‘) ist ein sowjetisches mobiles Kurzstrecken-Flugabwehrsystem. Der NATO-Codename lautet SA-9 Gaskin.

## Entwicklung
Die Entwicklung begann 1960 im OKB-16 (Konstruktionsbüro Nudelman). Die ersten Systeme wurden 1968 an die sowjetischen Landstreitkräfte ausgeliefert. Die Strela-1 wurde zum Schutz von mechanisierten Formationen entwickelt.

## Fahrzeug

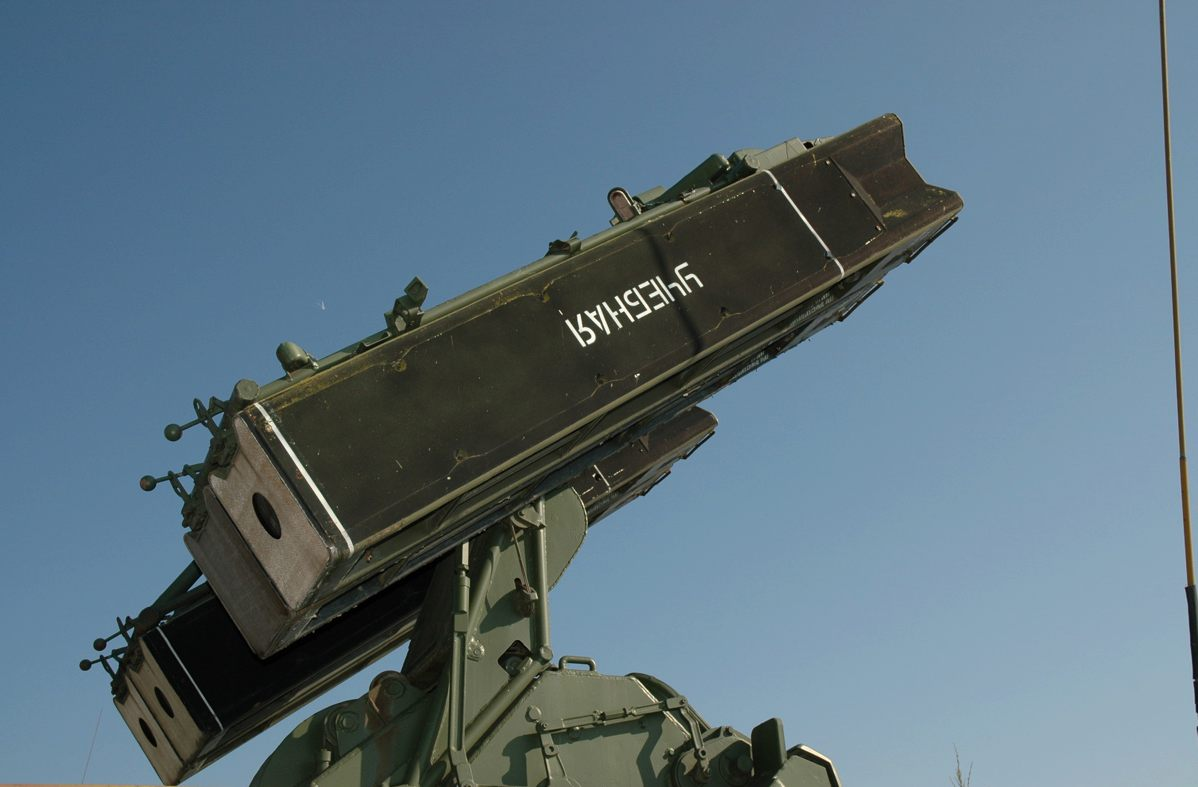
Raketenstartboxen des Fahrzeugs

Das 9P31-Fahrzeug basiert auf dem Chassis des russischen Panzerspähwagens BRDM-2. Dieses Fahrzeug ist nach den Einsatzgrundsätzen der sowjetischen Militärdoktrin gebaut worden, d. h., die Fahrzeuge sind schwimmfähig und luftverlastbar. Das Fahrzeug hat eine Besatzung von drei Mann. An Stelle des kleinen Turms mit dem 14,5-mm-MG wurde ein um 360° drehbarer Starterturm eingebaut. An ihm sind seitlich vier Lenkwaffenstartboxen montiert. In Marschstellung liegen die Startboxen flach auf dem Dach. Im Turm befindet sich hinter einem Plexiglasfenster der Richtschütze mit dem optischen Visier. Ein Fahrzeug je Batterie ist mit vier passiv arbeitenden 9S16-Radarempfängern (NATO: Flat Box) ausgestattet. Die Zielerfassung erfolgt optisch durch den Richtschützen. Um die Trefferwahrscheinlichkeit zu erhöhen, wird im Einsatz meistens eine Salve von zwei Lenkwaffen in einem Intervall von fünf Sekunden auf ein Ziel abgefeuert. Das Nachladen des Werfers geschieht per Hand und dauert rund fünf Minuten.

## Lenkwaffen

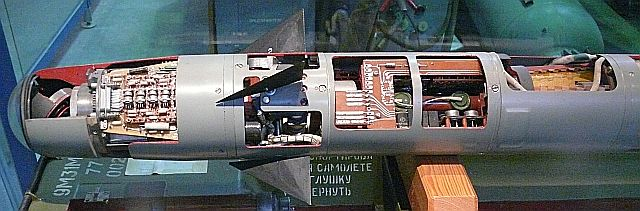
Suchkopf der Strela-1

Bei der 9M31-Lenkwaffe wurden viele Komponenten der tragbaren 9K32 Strela-2 (SA-7 Grail) verwendet. Der ungekühlte Infrarot-Suchkopf der 9M31-Lenkwaffe verwendet einen Bleisulfid-Halbleiter und reagiert auf IR-Strahlung zwischen 1 und 3 µm Wellenlänge. Die verbesserte Lenkwaffe 9M31M wurde 1970 eingeführt. Diese verwendet einen stickstoffgekühlten Infrarotsuchkopf, der auf einer Wellenlänge von 1–5 µm arbeitet. Dieser ist deutlich leistungsfähiger und erhöht dadurch die Reichweite der Lenkwaffe.
Frontal anfliegende oder vorbeifliegende Luftziele können bis zu einer Fluggeschwindigkeit von 310 m/s bekämpft werden. Die maximale Fluggeschwindigkeit für die Bekämpfung eines wegfliegenden Luftziels liegt bei 220 m/s. Die Zielverfolgung durch die Lenkwaffe erfolgt nach dem Prinzip der proportionalen Annäherung, d. h. die Elektronik errechnet die Winkelgeschwindigkeit des Ziels und sendet Steuerbefehle, um die Differenz auf Null zu bringen. Kommt das Flugziel in den Ansprechradius (5 m) des Näherungszünders, wird der Splittergefechtskopf gezündet. Dieser wiegt 2,75 kg mit einem Sprengstoffanteil von 1 kg und hat einen effektiven Wirkradius von sieben bis acht Metern (je nach Zielgröße). Bei einem Direkttreffer wird der Sprengkopf durch den Aufschlagzünder ausgelöst. Die maximale Zeit des gelenkten Fluges liegt bei 14 Sekunden. Verfehlt die Lenkwaffe das Ziel, so wird sie nach 16 Sekunden Flugzeit unscharf und stürzt zu Boden.

## Einsatz
Die Strela-1 wurde zur Bekämpfung tiefliegender Flugzeuge und Hubschrauber auf dem Gefechtsfeld konzipiert. Gemäß sowjetischer Einsatzdoktrin sollte der Einsatz im Verbund mit der Fla-Sfl ZSU-23-4 erfolgen. Bei den russischen Streitkräften wurde die Strela-1 durch die 9K35 Strela-10 ersetzt.
Die Strela-1 kam bei verschiedenen kriegerischen Auseinandersetzungen zum Einsatz: in den arabisch-israelischen Kriegen, im ersten Golfkrieg, dem zweiten Golfkrieg, den Jugoslawienkriegen, in den ehemaligen Sowjetrepubliken und auf dem afrikanischen Kontinent.

## Verbreitung
- Algerien
- Angola
- Armenien
- Ägypten
- Äthiopien
- Benin
- Bosnien und Herzegowina
- Bulgarien
- Indien
- Irak
- Jemen
- Kroatien
- Kuba
- Libanon
- Libyen
- Mauretanien
- Mongolei
- Mosambik
- Nicaragua
- Polen
- Rumänien
- Russland
- Serbien
- Slowenien
- Syrien
- Tansania
- Tschechien
- Ungarn
- Ukraine
- Vietnam